# Adolfo Heisinger
Adolfo Guillermo Heisinger (Partido de Tigre, provincia de Buenos Aires, 30 de marzo de 1898 - Buenos Aires, Argentina, 31 de octubre de 1976) fue un futbolista argentino que jugaba de delantero. Realizó toda su carrera deportiva en el Club Atlético Tigre. También fue internacional con la Selección de fútbol de Argentina.

## Historia

### Tigre
Fue ícono de la institución durante el amateurismo, debutando en el primer equipo el 4 de octubre de 1914 a los 16 años. Como deportista amateur que sentía pasión por su club, sólo jugó con la camiseta de Tigre, disputando 346 encuentros y convirtiendo 51 goles, a lo largo de 16 temporadas consecutivas en la máxima categoría. Puntero derecho de contextura robusta, aunque veloz, hábil, y de suprema resistencia física, colocaba precisos centros para sus compañeros de ataque Juan Haedo y Pedro Boide que reventaban las redes rivales.
El 12 de septiembre de 1916, en un amistoso ante la Selección de Chile, marcó el primer gol de un jugador de Tigre en la Selección de Argentina. El partido se jugó en el Estadio GEBA y terminó con triunfo por 1-0. 

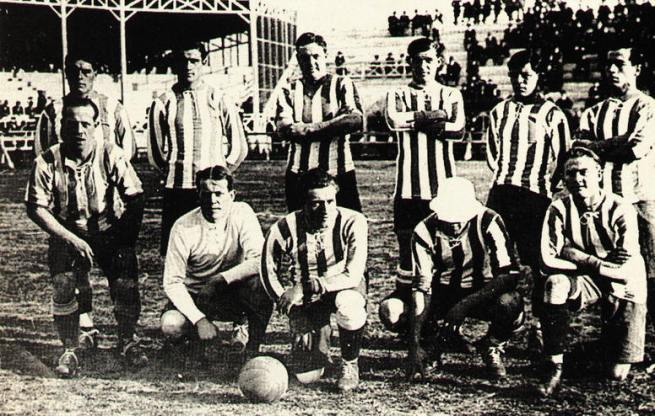
Adolfo Heisinger (adelante, primero a la derecha) en la Copa América 1916.

Su último partido lo disputó ante Lanús, el 29 de diciembre de 1929, encuentro que culminó en un puñetazo del propio jugador al árbitro Bartolomé Macías, ante un fallo del juez, que derivó en la suspensión del encuentro, y del Alemán. 
Un detalle que la época permitía: alternaba el fútbol con su otra pasión, el remo, disciplina en la que participó de numerosas regatas. Además, en esos años militaba como dirigente y canchero. Una vez retirado, siempre permaneció junto al club, asistiendo a todos sus partidos. Falleció el 31 de octubre de 1976 en la ciudad de Tigre.

## Selección Argentina
Fue internacional con la Selección de fútbol de Argentina, disputando como titular todos los encuentros de la Copa América 1916, primera edición del certamen en la historia. Finalizó subcampeón detrás de Uruguay. En total con el combinado nacional disputó 8 partidos entre 1916 y 1922. 

### Participaciones en Copas América
| Competición       | Equipo              | Sede      | Resultado  |
| ----------------- | ------------------- | --------- | ---------- |
| Copa América 1916 | Selección Argentina | Argentina | Subcampeón |

## Trayectoria
| Equipo | País      | Período   | Partidos |
| ------ | --------- | --------- | -------- |
| Tigre  | Argentina | 1914-1929 | 346      |